# Memorial Van Damme 2009
O Memorial Van Damme 2009 é um meeting de atletismo que teve lugar em 4 de setembro de 2009 no estádio Rei Baudouin em Bruxelas.
Esta reunião faz parte dos meetings da Diamond League. Tratou-se da 33ª edição do Memorial Van Damme.
Nesta edição foi batido o recorde mundial de uma prova pouco disputada no calendário internacional, a estafeta masculina de 4x1500 metros, através de uma equipa do Quénia.
| Memorial Van Damme 2008 | Memorial Van Damme 2009 | Memorial Van Damme 2010 |

## Resultados

### Abreviaturas
As seguintes abreviaturas são utilizadas nos quadros que se seguem:
- AR = Area Record - recorde de Área geográfica
- MR = Meeting Record - recorde do meeting
- NR = National Record - recorde nacional
- PB = Personal Best - recorde pessoal
- SB = Seasonal Best - melhor prestação pessoal da temporada
- WL = World Leading - líder mundial actual (época de 2009)
- WR = World Record - recorde do mundo
- v.f. = vento favorável
- v.d. = vento desfavorável
- v.n. = vento nulo

### Homens

#### 100 metros
| Rank | Atleta            | País              | Marca |
| ---- | ----------------- | ----------------- | ----- |
| 1    | Asafa Powell      | Jamaica           | 9"90  |
| 2    | Tyson Gay         | Estados Unidos    | 10"00 |
| 3    | Darvis Patton     | Estados Unidos    | 10"08 |
| 4    | Mike Rodgers      | Estados Unidos    | 10"09 |
| 5    | Steve Mullings    | Jamaica           | 10"15 |
| 6    | Michael Frater    | Jamaica           | 10"17 |
| 7    | Lerone Clarke     | Jamaica           | 10"19 |
| 8    | Simeon Williamson | Reino Unido       | 10"21 |
| 9    | Marc Burns        | Trinidad e Tobago | 10"25 |

Nota: v.d.: -0,4 m/s

#### 200 metros
| Rank | Atleta            | País              | Marca |
| ---- | ----------------- | ----------------- | ----- |
| 1    | Usain Bolt        | Jamaica           | 19"57 |
| 2    | Wallace Spearmon  | Estados Unidos    | 20"19 |
| 3    | Ramil Guliyev     | Azerbaijão        | 20"47 |
| 4    | Brendan Christian | Antígua e Barbuda | 20"61 |
| 5    | Paul Hession      | Irlanda           | 20"65 |
| 6    | Trell Kimmons     | Estados Unidos    | 20"84 |
| 7    | Martial Mbandjock | França            | 20"93 |
| 8    | Marco Cribari     | Suíça             | 20"99 |
| 9    | Joris Haeck       | Bélgica           | 21"33 |

Nota: v.n.: 0,0 m/s

#### 400 metros
| Rank | Atleta          | País                           | Marca |
| ---- | --------------- | ------------------------------ | ----- |
| 1    | Jeremy Wariner  | Estados Unidos                 | 44"94 |
| 2    | Rennie Quow     | Estados Unidos                 | 45"55 |
| 3    | Michael Bingham | Reino Unido                    | 45"70 |
| 4    | David Gillick   | Irlanda                        | 45"73 |
| 5    | Martyn Rooney   | Reino Unido                    | 45"83 |
| 6    | Chris Brown     | Bahamas                        | 46"18 |
| 7    | Sean Wroe       | Austrália                      | 46"27 |
| 8    | Gary Kikaya     | República Democrática do Congo | 46"31 |
| 9    | Antoine Gillet  | Bélgica                        | 47"13 |

#### 800 metros
| Rank | Atleta             | País           | Marca   |
| ---- | ------------------ | -------------- | ------- |
| 1    | David Rudisha      | Quênia         | 1'45"80 |
| 2    | Alfred Kirwa Yego  | Quênia         | 1'46"36 |
| 3    | Gary Reed          | Canadá         | 1'46"82 |
| 4    | Yuriy Borzakovskiy | Rússia         | 1'46"88 |
| 5    | Mbulaeni Mulaudzi  | África do Sul  | 1'47"15 |
| 6    | Nick Symmonds      | Estados Unidos | 1'47"16 |
| 7    | Boaz Lalang        | Quênia         | 1'47"21 |
| 8    | Marcin Lewandowski | Polónia        | 1'47"55 |
| 9    | Bram Som           | Países Baixos  | 1'47"62 |
| 10   | Mohammed Al-Salhi  | Arábia Saudita | 1'48"97 |

#### 5000 metros
| Rank | Atleta          | País           | Marca       |
| ---- | --------------- | -------------- | ----------- |
| 1    | Kenenisa Bekele | Etiópia        | 12'55"31    |
| 2    | Imane Merga     | Etiópia        | 12'55"56 SB |
| 3    | Vincent Chepkok | Quênia         | 12'55"98 SB |
| 4    | Ali Abdosh      | Etiópia        | 12'56"53 PB |
| 5    | Josphat Bett    | Quênia         | 12'57"43 PB |
| 6    | Joseph Ebuya    | Quênia         | 12'58"16 SB |
| 7    | Matt Tegenkamp  | Estados Unidos | 12'58"56 PB |
| 8    | Lucas Rotich    | Quênia         | 13'02"44    |
| 9    | Mike Kigen      | Quênia         | 13'04"38 PB |
| 10   | Leonard Komon   | Quênia         | 13'05"71    |

#### 110 metros barreiras
| Rank | Atleta             | País           | Marca |
| ---- | ------------------ | -------------- | ----- |
| 1    | Ryan Brathwaite    | Barbados       | 13"30 |
| 2    | Dwight Thomas      | Jamaica        | 13"38 |
| 3    | Joel Brown         | Estados Unidos | 13"39 |
| 4    | William Sharman    | Reino Unido    | 13"39 |
| 5    | Petr Svoboda       | Chéquia        | 13"47 |
| 6    | Artur Noga         | Polónia        | 13"48 |
| 7    | Dexter Faulk       | Estados Unidos | 13"50 |
| 8    | Damien Broothaerts | Bélgica        | 13"79 |

Nota: v.d.: -1,3 m/s

#### 3000 metros obstáculos
| Rank | Atleta              | País           | Marca      |
| ---- | ------------------- | -------------- | ---------- |
| 1    | Paul Kipsiele Koech | Quênia         | 8'04"05    |
| 2    | Richard Mateelong   | Quênia         | 8'06"92    |
| 3    | Jukka Keskisalo     | Finlândia      | 8'13"34    |
| 4    | Dan Huling          | Estados Unidos | 8'14"69 SB |
| 5    | Roba Gary           | Etiópia        | 8'15"50    |
| 6    | Mustafa Mohamed     | Suécia         | 8'20"61    |
| 7    | Tareq Mubarak Taher | Bahrein        | 8'23"68    |
| 8    | Elijah Chelimo      | Quênia         | 8'25"41    |
| 9    | Ruben Ramolefi      | África do Sul  | 8'26"12    |
| 10   | Abel Kiprop Mutai   | Quênia         | 8'28"21    |

#### Lançamento do dardo
| Rank | Atleta              | País           | Marca   |
| ---- | ------------------- | -------------- | ------- |
| 1    | Tero Pitkämäki      | Finlândia      | 86,23 m |
| 2    | Andreas Thorkildsen | Noruega        | 82,61 m |
| 3    | Vadims Vasilevskis  | Letônia        | 82,42 m |
| 4    | Teemu Wirkkala      | Finlândia      | 81,61 m |
| 5    | Ainars Kovals       | Letônia        | 81,15 m |
| 6    | Antti Ruuskanen     | Finlândia      | 78,24 m |
| 7    | Petr Frydrych       | Chéquia        | 76,80 m |
| 8    | Tom Goyvaerts       | Bélgica        | 76,32 m |
| 9    | Mike Hazle          | Estados Unidos | 76,13 m |
| 10   | Thomas Smet         | Bélgica        | 73,27 m |

#### Estafeta 4x1500 metros
| Rank | Atleta | País           | Marca       |
| ---- | ------ | -------------- | ----------- |
| 1    |        | Quênia         | 14'36"23 WR |
| 2    |        | Equipa mista   | 14'44"31    |
| 3    |        | Austrália      | 14'46"92 PB |
| 4    |        | Estados Unidos | 14'47"57 PB |
| 5    |        | Reino Unido    | 14'54"57 PB |
| 6    |        | Bélgica        | 15'16"86 PB |

### Mulheres

#### 100 metros
| Rank | Atleta                  | País              | Marca |
| ---- | ----------------------- | ----------------- | ----- |
| 1    | Carmelita Jeter         | Estados Unidos    | 10"88 |
| 2    | Shelly-Ann Fraser       | Jamaica           | 10"98 |
| 3    | Kerron Stewart          | Jamaica           | 11"05 |
| 4    | Veronica Campbell-Brown | Jamaica           | 11"10 |
| 5    | Chandra Sturrup         | Bahamas           | 11"16 |
| 6    | Kelly-Ann Baptiste      | Trinidad e Tobago | 11"26 |
| 7    | Debbie Ferguson         | Bahamas           | 11"28 |
| 8    | Sherone Simpson         | Jamaica           | 11"39 |
| 9    | Olivia Borlée           | Bélgica           | 11"64 |

Nota: v.f.: 0,5 m/s

#### 400 metros
| Rank | Atleta               | País           | Marca    |
| ---- | -------------------- | -------------- | -------- |
| 1    | Sanya Richards       | Estados Unidos | 48"83 WL |
| 2    | Christine Ohuruogu   | Reino Unido    | 50"43    |
| 3    | Shericka Williams    | Jamaica        | 50"55    |
| 4    | Tatyana Firova       | Rússia         | 50"80    |
| 5    | Debbie Dunn          | Estados Unidos | 50"83    |
| 6    | Antonina Krivoshapka | Rússia         | 51"05    |
| 7    | Novlene Williams     | Jamaica        | 51"22    |
| 8    | Nicola Sanders       | Reino Unido    | 51"38    |
| 9    | Monica Hargrove      | Estados Unidos | 51"78    |

#### 800 metros
| Rank | Atleta               | País           | Marca   |
| ---- | -------------------- | -------------- | ------- |
| 1    | Anna Willard         | Estados Unidos | 1'59"14 |
| 2    | Jemma Simpson        | Reino Unido    | 1'59"40 |
| 3    | Mariya Savinova      | Rússia         | 1'59"49 |
| 4    | Elisa Cusma Piccione | Itália         | 1'59"75 |
| 5    | Mayte Martínez       | Espanha        | 1'59"78 |
| 6    | Anna Rostkowska      | Polónia        | 2'00"08 |
| 7    | Oksana Zbrozhek      | Rússia         | 2'00"65 |
| 8    | Marilyn Okoro        | Reino Unido    | 2'01"68 |
| 9    | Maggie Vessey        | Estados Unidos | 2'01"88 |
| 10   | Yuliya Krevsun       | Ucrânia        | 2'02"95 |

#### 2000 metros
| Rank | Atleta           | País    | Marca      |
| ---- | ---------------- | ------- | ---------- |
| 1    | Gelete Burka     | Etiópia | 5'30"19 PB |
| 2    | Vivian Cheruiyot | Quênia  | 5'35"46    |
| 3    | Mercy Cherono    | Quênia  | 5'35"65 PB |
| 4    | Lidia Chojecka   | Polónia | 5'38"44 PB |
| 5    | Anna Alminova    | Rússia  | 5'40"99 PB |
| 6    | Milcah Chemos    | Quênia  | 5'41"64 PB |
| 7    | Viola Kibiwott   | Quênia  | 5'42"57 PB |
| 8    | Renata Plis      | Polónia | 5'44"17 PB |
| 9    | Iness Chenonge   | Quênia  | 5'44"51 PB |
| 10   | Anna Mishchenko  | Ucrânia | 5'46"36 PB |

#### 100 metros barreiras
| Rank | Atleta                  | País           | Marca    |
| ---- | ----------------------- | -------------- | -------- |
| 1    | Brigitte Foster-Hylton  | Jamaica        | 12"48    |
| 2    | Priscilla Lopes-Schliep | Canadá         | 12"49 PB |
| 3    | Delloreen Ennis-London  | Jamaica        | 12"71    |
| 4    | Danielle Carruthers     | Estados Unidos | 12"99    |
| 5    | Derval O'Rourke         | Irlanda        | 13"08    |
| 6    | Eline Berings           | Bélgica        | 13"08    |
| 7    | Tiffany Ofili           | Estados Unidos | 13"11    |
| 8    | Lacena Golding-Clarke   | Jamaica        | 13"13    |
| 9    | Elisabeth Davin         | Islândia       | 13"17    |

#### Salto em altura
| Rank | Atleta                | País           | Marca  |
| ---- | --------------------- | -------------- | ------ |
| 1    | Blanka Vlašić         | Croácia        | 2,00 m |
| 2    | Anna Chicherova       | Rússia         | 2,00 m |
| 3    | Chaunté Howard        | Estados Unidos | 1,97 m |
| 4    | Svetlana Shkolina     | Rússia         | 1,94 m |
| 5    | Antonietta Di Martino | Itália         | 1,94 m |
| 6    | Marina Aitova         | Cazaquistão    | 1,90 m |
| 7    | Ruth Beitia           | Espanha        | 1,90 m |
| 8    | Emma Green            | Suécia         | 1,90 m |
| 9    | Deirdre Ryan          | Irlanda        | 1,85 m |
|      | Yelena Slesarenko     | Rússia         | 1,85 m |

#### Salto com vara
| Rank | Atleta                | País           | Marca  |
| ---- | --------------------- | -------------- | ------ |
| 1    | Yelena Isinbayeva     | Rússia         | 4,70 m |
| 2    | Monika Pyrek          | Polónia        | 4,70 m |
| 3    | Silke Spiegelburg     | Alemanha       | 4,70 m |
| 4    | Fabiana Murer         | Brasil         | 4,70 m |
| 5    | Anna Rogowska         | Polónia        | 4,65 m |
| 6    | Kate Dennison         | Reino Unido    | 4,50 m |
| 7    | Kristina Gadschiew    | Alemanha       | 4,40 m |
|      | Aleksandra Kiryashova | Rússia         | 4,40 m |
|      | Chelsea Johnson       | Estados Unidos | 4,40 m |
| 10   | Anna Battke           | Alemanha       | 4,40 m |

#### Triplo salto
| Rank | Atleta               | País       | Marca   |
| ---- | -------------------- | ---------- | ------- |
| 1    | Yamilé Aldama        | Sudão      | 14,27 m |
| 2    | Trecia Smith         | Jamaica    | 14,23 m |
| 3    | Nadezhda Alekhina    | Rússia     | 14,16 m |
| 4    | Biljana Topic        | Sérvia     | 14,09 m |
| 5    | Anna Pyatykh         | Rússia     | 14,00 m |
| 6    | Dana Veldáková       | Eslováquia | 13,93 m |
| 7    | Svetlana Bolshakova  | Bélgica    | 13,78 m |
| 8    | Teresa Nzola Meso Ba | França     | 13,66 m |